# Disertori (romanzo)
Disertori è un romanzo dello scrittore italiano Franco Ricciardiello, il primo dell'autore che non appartenga ai generi fantascienza o giallo. Il titolo è la libera traduzione del titolo di un'opera figurativa dell'artista scozzese Jack Vettriano, The Runaways (2004).

## Trama
Le vite di una decina di personaggi si intrecciano durante i mesi invernali in una grande città del nord Italia, che non viene mai citata esplicitamente, anche se dal testo si capisce che non è né Genova né Milano.
Al termine di una relazione sentimentale Ivan conosce Emma, coetanea a sua volta reduce da un matrimonio fallito. Scettico sulla possibilità di innamorarsi di nuovo, si trova a prestare il primo soccorso a un uomo vittima di un improvviso malore a casa di amici. Questa prossimità con la morte sembra muovere qualcosa dentro di lui, e quella stessa notte i primi fiocchi di neve gli fanno capire che forse è il momento di cedere all'occasione di felicità che si presenta.
Nei giorni successivi Alessandra, la figlia dell'uomo soccorso da Ivan, veglia il padre in agonia. La frequentazione dell'ambiente ospedaliero rappresenta un'occasione per ripensare la propria vita. Il padre muore; la medesima sera Alessandra, che per non pensare a nulla si è recata alla consueta lezione di ballo latinoamericano, va a letto con un compagno di corso, forse nel tentativo di esorcizzare il vuoto che si è aperto in lei.
Malgrado si proponga di muoversi con cautela, Gigliola, che ha appena interrotto la relazione con Ivan,   al primo appuntamento (una mostra di dipinti di Botticelli) Gigliola cede alla corte incalzante di Stefano, fratello di Alessandra, sposato e padre di due bambini.
Nella compagnia di amici di Ivan e Alessandra, che si autodefiniscono ironicamente “Dopolavoro Cinefili” perché frequentano un cinema d'essai, c'è anche la trentacinquenne Livia, che per hobby  canta negli Anima Latina, band specializzata in cover di Lucio Battisti; durante una festa di matrimonio incontra Moreno, fotografo cinquantenne con un certo fascino; nei giorni successivi Livia si reca a cercarlo, suscitando l'ostilità della figlia adolescente di lui, una studentessa universitaria di nome Azzurra. Moreno porta Livia sul set di un servizio fotografico, deve riprodurre miniature medievali ispirate alle illustrazioni che Botticelli fece della Divina Commedia, di recente scoperte in un archivio in città. Livia  spera di avere trovato finalmente l'uomo della sua vita, ma il suo castello in aria crolla quando lo vede in atteggiamento intimo con Benedetta, giovane insegnante di liceo emigrata dalla Campania.
Uno dei più assidui frequentatori del “Dopolavoro Cinefili” è Gabriele, giovane assistente universitario che sogna di diventare regista; tramite il fratello Massimo che suona negli Anima Latina conosce Livia e se ne innamora. Gabriele divide l'ufficio con Minami, una giapponese che si trova in Italia grazie a una borsa di studio universitaria: i due lavorano al restauro di un film di Sergej Ėjzenštejn che si credeva perduto. Deluso dal disinteresse di Livia, Gabriele invita Minami alla rassegna d’essai, e lei ricambia accompagnandolo a ritirare il premio vinto a un concorso per sceneggiature, che gli garantirà i fondi per girare un “corto”. Il piccolo successo di Gabriele scioglie la nipponica imperturbabilità di Minami, che comincia a considerarlo una persona di talento. 
Nel frattempo Emma, che ora si vede regolarmente con Ivan e frequenta il “Dopolavoro Cinefili”, incontra il suo ex marito Alberto tornato in città per assistere la madre inferma. Alberto sembra pentito di averla lasciata, e dopo il funerale della madre, mentre Ivan è fuori città per lavoro, approfitta di Emma quasi con la forza. Lei sembra non trovare il coraggio di opporsi, né di confessare il tormento a Ivan. Sarà Maddalena, la “decana” del Dopolavoro, che riconoscerà Alberto e riuscirà a allontanarlo definitivamente da Emma. 
Massimo è un single di 35 anni che la sera esce a rimorchio di Roberto, professore universitario cinquantenne collega di Gabriele, il fratello di Massimo. Roberto passa da una relazione sentimentale all'altra, anche con donne molto più giovani di lui, ma per scelta non frequenta le proprie allieve; quando è con lui Massimo ostenta una sicurezza che non possiede, anzi si rende conto con orrore di essere attirato fisicamente proprio dall'amico. Insopportabilmente lacerato nei sentimenti e nell'identità, trova il coraggio di fare outing. Roberto lo respinge con delicatezza, ma in modo da non lasciargli inutili speranze. 
Una delle ragazze che ruotano intorno a Roberto è la ventenne Azzurra, studentessa universitaria e figlia del fotografo Moreno. Roberto, che si accorge della sua attenzione troppo personale, tenta di farle capire che non transigerà ai propri principi; Azzurra è gelosa della coetanea Viola, superficiale e maliziosa, che oltre a posare nuda per servizi fotografici osé ha messo gli occhi su Roberto; non essendo sua allieva, il professore non la tiene a distanza. Infastidita anche dalla relazione del padre con la giovane insegnante Benedetta, Azzurra non riesce a togliersi Roberto dalla mente; il professore dovrà usare tutto il tatto di cui è capace per non farla sentire rifiutata. 
Nell'epilogo, tutti i protagonisti si ritrovano contemporaneamente in scena, invitati a una grande festa di carnevale. Ognuno avrà di nuovo un momento da protagonista, incrociando sulla pista da ballo amore e delusione, desiderio e disillusione e facendosi forse una ragione per quanto non è riuscito a ottenere dalla vita.

## Personaggi
In ogni singolo capitolo del romanzo, un diverso personaggio ha funzione di protagonista e insieme di punto di vista; nell'epilogo, il punto di vista viene assunto a rotazione dagli stessi protagonisti dei capitoli precedenti, nello stesso ordine di apparizione.

### Protagonisti (e punto di vista)
- Ivan, appassionato di cinema, lavora nel campo della formazione professionale.
- Alessandra Mandelli, 35 anni frequenta nel tempo libero un corso di ballo latinoamericano.
- Stefano Mandelli, fratello di Alessandra, infermiere, sposato con Franca e padre di due bambini.
- Gigliola Carella, insegnante di liceo, divorziata e con un figlio (Stefano), ha appena terminato una relazione con Ivan.
- Livia La Rocca, 35 anni, impiegata Trenitalia e cantante nella band Anima Latina.
- Gabriele Alba, 38 anni, ricercatore universitario, aspirante regista e cinefilo, organizza insieme a Maddalena la rassegna cinematografica intitolata “Lunedì-al-cinema”.
- Emma, parrucchiera di recente separata dal marito.
- Massimo Alba, fratello di Gabriele, ex compagno d'università di Livia, musicista nella banda Anima Latina.
- Azzurra Nicolosi, 23 anni, studentessa universitaria.

### Altri protagonisti e personaggi
- Roberto Sciarrino, 50 anni, collega di Gabriele Alba, docente universitario di Storia della matematica.
- Maddalena, “decana” degli amici del “Dopolavoro Cinefili”, che si ritrovano a casa sua dopo le proiezioni d'essai.
- Raimondo Mandelli, padre di Alessandra e Stefano.
- Franca, moglie di Stefano Mandelli.
- Emilio, amico di Roberto Sciarrino e compagno di Alessandra alla scuola di ballo latinoamericano.
- Moreno (Mariano) Nicolosi, 50 anni, padre di Azzurra; fotografo abbastanza conosciuto in città, durante il giorno vende giornali in un chiosco.
- Benedetta, di Salerno, professoressa di liceo, collega di Gigliola Carella.
- Alberto, ex marito di Emma, dopo il divorzio si è trasferito in un'altra città.
- Horikawa Minami, 27 anni, studentessa giapponese, si trova in Italia grazie a una borsa di studio universitaria; lavora insieme a Gabriele Alba al restauro del film Bežin lug del regista sovietico Sergej Michajlovič Ėjzenštejn.
- Stefano, 5 anni, figlio di Gigliola.
- Viola Varinelli, 26 anni, amica di Azzurra.
- Professor Faga, docente universitario, professore di Linguistica generale.

## Critica
Disertori è la prima opera lunga di Franco Ricciardiello che non appartenga a un genere narrativo definito, dopo tre romanzi di fantascienza e tre thriller o polizieschi. È concepito come una «storia di storie», una serie di racconti ciascuno con un diverso protagonista e un proprio punto di vista, alle prese con problemi di relazione. Il tempo del racconto nei vari capitoli procede in parallelo, tra l'inizio di febbraio e i primi giorni di marzo di un anno non precisato; tutti i protagonisti si ritrovano poi nell'epilogo, ambientato durante una festa di carnevale in costume: dopo essersi «messi a nudo» nelle pagine del romanzo, rimettono la maschera per incontrarsi nel finale.
I diversi capitoli raccontano eventi che talvolta si svolgono in contemporanea con la narrazione di altri capitoli; incrociando le date e i fatti e citati nei diversi episodi si può ricostruire il cronogramma lineare del tempo della narrazione. Il capitolo più lungo, l'ottavo e penultimo, che dà il titolo all'intero romanzo, attraversa l'intero racconto, dal momento che il suo inizio precede cronologicamente l'inizio di tutti gli altri.
Il romanzo contiene una quantità di citazioni e rimandi a opere cinematografiche, alle arti figurative e alla cultura giapponese. In particolare, si fa spesso riferimento a due artisti:
- lo scozzese Jack Vettriano, artista figurativo contemporaneo le cui opere vengono usate per decorare le pareti di un immaginario locale pubblico, il Café Vettriano, dove si incontrano allievi e insegnanti della vicina università cittadina; il titolo stesso del romanzo è una libera traduzione del suo titolo
  - i quattro dipinti che illustrano la novella di Nastagio degli Onesti tratta dal Decameron di Boccaccio
  - le illustrazioni per la Commedia di Dante Alighieri

## Edizioni
- Franco Ricciardiello, Disertori, Torino, ed. Effedì, 2015, ISBN 9788898913367.